# Hubera capillata
Hubera capillata är en kirimojaväxtart som först beskrevs av Albert Charles Smith, och fick sitt nu gällande namn av Chaowasku. Hubera capillata ingår i släktet Hubera och familjen kirimojaväxter. Inga underarter finns listade i Catalogue of Life.